# سیارک ۳۸۵۷
سیارک ۳۸۵۷ (به انگلیسی: 3857 Cellino، نامگذاری:1984CD1) سه هزار و هشتصد و پنجاه و هفتمین سیارک کشف شده‌است که در ۸ فوریه ۱۹۸۴ کشف شد.
قدر مطلق سیارک برابر ۱۳٫۴۰ است.